# HD 20782
HD 20782 — звезда (жёлтый карлик) 7-й величины в созвездии Печь. Находится в 117 световых годах от Солнца.
HD 20782 является частью широкой двойной системы в которой вторая звезда — HD 20781, и обе звезды имеют планетарные системы. Это первый известный случай бинарной звездной системы, где планетные системы есть и у основной звезды и у звезды-компаньона. Расстояние между этими звездами равно 252 угловых секунды, что соответствует 9080 а.е. Возраст звезды оценивается в 7,1 ± 4 миллиарда лет, масса близка к массе Солнца. Несмотря на нумерацию, HD 20782 является главной звездой системы, а HD 20781 — вторичной звездой.
В 2006 году была открыта вращающаяся вокруг HD 20782 экзопланета с большим эксцентриситетом. В 2009 году радиус орбиты этой планеты был сужен, но это самый высокий эксцентриситет из всех известных для экзопланет с 2012 года и по настоящее время (2016 год).
В 2011 году у звезды HD 20781 были открыты две экзопланеты, имеющие массы порядка массы Нептуна.